# Giuseppe Venturoli
Giuseppe Venturoli (Bologna, 21 gennaio 1768 – Bologna, 19 ottobre 1846) è stato un ingegnere italiano.
Figlio secondogenito di una agiata famiglia, a sette anni entra nelle scuole del Seminario arcivescovile, dimostrando fin da subito la sua predisposizione per gli studi. A quattordici anni esce dal seminario con un'ottima conoscenza dell'italiano e del latino, alle quali aggiunge il greco e le lingue moderne. Svolge gli studi superiori presso il Collegio pontificio Montalto e si laurea all'Alma Mater in filosofia il 16 aprile 1789.

## Il periodo bolognese
Inizialmente incerto sulla professione da seguire, Venturoli decide infine per le matematiche applicate. Guidato dal suo maestro Canterzani, viene introdotto negli ambienti scientifici bolognesi e nel 1790 diviene membro onorario dell'Accademia delle Scienze dell'Istituto di Bologna. L'anno seguente diviene segretario aggiunto dell'Accademia.
Nell'ambiente bolognese Venturoli si mette in luce grazie alla produzione di diverse memorie idrauliche, materia per cui si dedicherà come scienziato ed ingegnere per il resto della sua vita. Venturoli sarà infatti il capostipite italiano e il maggior esponente, nella prima metà dell'Ottocento, dell'indirizzo fisico-matematico per lo studio dell'idraulica.
Nel 1795 ottiene la lettura onoraria di matematiche all'Università di Bologna e nel 1797 è professore sostituto di storia naturale. Nel 1802 ottiene la cattedra di matematiche applicate nella nuova Università nazionale di Bologna.
Fin dall'inizio della sua carriera Venturoli raccoglie appunti per un corso di meccanica e d'idraulica, che nel 1806 diventerà il primo volume del suo fondamentale trattato Elementi di Meccanica e Idraulica, con gli elementi di meccanica. Nell'anno successivo pubblica il secondo volume con gli elementi d'idraulica.
Nel suo periodo bolognese Venturoli svolge anche attività tecnico-amministrative, rivestendo le cariche di consigliere del Comune e del Dipartimento.

## Il periodo romano
Nel 1817 Venturoli si trasferisce a Romae vi rimane per i successivi trent'anni. Il Papa Pio VII lo nomina direttore della neonata Scuola degli ingegneri di Roma e presidente del Consiglio idraulico. Il suo primo compito nel 1818 è quello di istituire il nuovo Corpo di ingegneri di Acque e Strade. A Venturoli è riservato ogni anno un corso a sua scelta su qualche punto particolare di meccanica o d'idraulica.
Nella prima fase del periodo romano Venturoli pubblica numerose memorie scientifiche, come l'analisi geometrica dell'ariete idraulico e studi teorici sull'efflusso dell'acqua dai vasi conici, sul flusso nei tubi e sul flusso non uniforme nei canali. Promuove inoltre varie osservazioni statistiche e sistematiche dei fiumi e trova anche il tempo per dedicarsi ad una teoria degli estuari.
A Roma Venturoli svolge anche l'importante funzione di presidente del Consiglio d'arte sulle Acque e, successivamente, anche sulle Strade. In particolare, si concentra sui problemi della bonifica dello Stato Pontificio, e sugli stessi problemi è chiamato successivamente anche come consulente del Granducato di Toscana. Venturoli fu anche socio dell'Accademia dei Quaranta.
Giuseppe Venturoli muore a Bologna il 19 ottobre 1846. I colleghi bolognesi gli erigono un monumento nell'università, mentre il comune gli riserva un posto fra i sepolcri dei bolognesi illustri nel Cimitero Monumentale della Certosa di Bologna. La città di Roma gli dedica invece un busto nei giardini del Pincio.

## Scritti

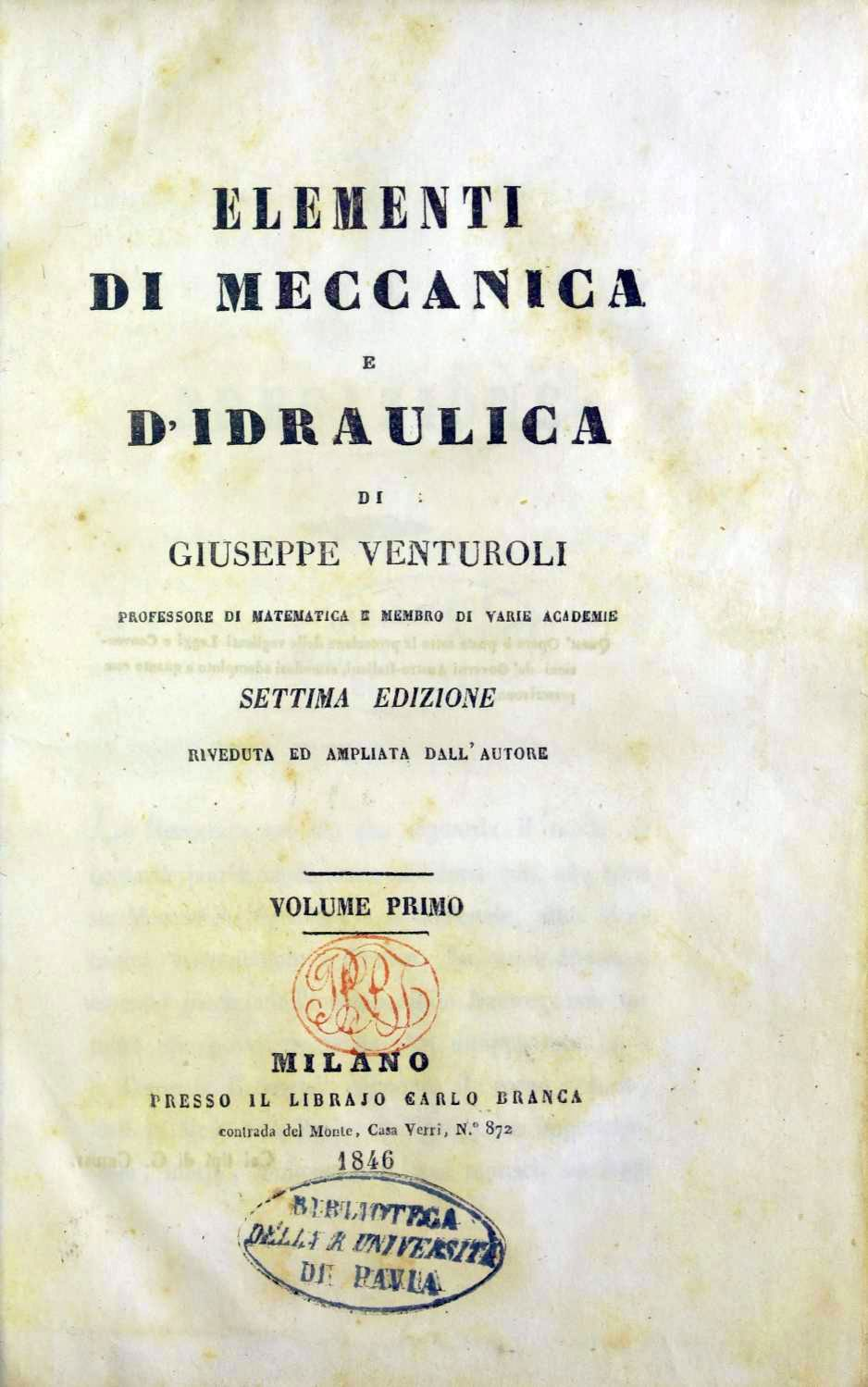
Elementi di meccanica e d'idraulica, 1846

- Elementi di meccanica e d'idraulica (1817) 
  - Elements of practical mechanics, trad. [from Elementi di meccanica e d'idraulica, vol.2] by Daniel Cresswell, Cambridge, 1823
- Elementi di meccanica e d'idraulica, vol. 1, Milano, Branca, 1846.
- Elementi di meccanica e d'idraulica, vol. 2, Milano, Branca, 1847.
- Elogio del celebre professore Luigi Galvani (1840)
- Opere di Giuseppe Venturoli su Google book search